# Giuseppe Baretti
Giuseppe Marc'Antonio Baretti (24 d'abril de 1719, Torí - 5 de maig de 1789, Londres) fou un escriptor, viatger i crític de la Il·lustració italiana.

## Biografia
Quan tenia setze anys es traslladà a Torí per treballar-hi en una casa comercial a Guastalla, mentre estudiava història i literatura sota la tutela de l'escriptor Carlo Cantoni.
La seva carrera literària comença amb la traducció de l'obra de Pierre Corneille. Fundà una de les primeres revistes de crítica literària de la Il·lustració italiana, La Frusta Letteraria.
Viatjà a Londres, on s'instal·là treballant com a secretari de la Royal Academy of Painting i es feu amic de Samuel Johnson, l'actor Garrik, Edmund Burke i el pintor Joshua Reynolds. El 1757 publica a Londres Italian Library, un catàleg d'autors i d'obres italianes, de vegades poc veraç: se li atribueix la invenció segons la qual Galileu pronuncià la famosa frase Eppur si muove.
A Lettera famigliari agrupa les seves vivències dels viatges pel sud d'Espanya, Portugal i per França entre el 1761 i el 1765. A Anglaterra publicà A Journey from London to Genoa through England, Portugal, Spain and France (1770), que narra els dos viatges que feu a aquest país als anys 1760-1761 i entre el 1768-1769. També intentà publicar el Fray Gerundio de José Francisco de Isla, però el govern espanyol el convencé perquè en demorés la publicació.